# Rijckerbrug
De Rijckerbrug of Ryckerbrug (brug nr. 167) is een vaste plaatbrug tussen Amsterdam-Centrum en Amsterdam-West en voert over de Singelgracht. De brug verbindt de Rozengracht (tijdens de bouw verlengde Rozengracht) met de De Clercqstraat. De brug overspant de Singelgracht en heeft haar westelijke landhoofd in de Nassaukade.

## Versie 1
In de jaren tachtig van de 19e eeuw voer hier een pontje om de verbinding te maken tussen de stadsbebouwing oostelijk van de Singelgracht en het meer landelijk gebied met enige bebouwing aan de overzijde. Een aanlegsteiger stak volgens tekenaar Johan Rieke diep in het water om de overgang zo kort mogelijk te maken. Op 20 juni 1892 besteedde de gemeente Amsterdam de bouw aan voor het maken van “eene vaste brug over de Singelgracht voor de verlengde gedempte Rozengracht”. Direct daarbij werd vermeld de aanbesteding van 51 ton balkzijder en 14,5 ton buckelplaten voor die brug. De net gedempte Rozengracht werd een belangrijke verkeersader, een aanleiding en gevolg van de Westelijke Doorbraak in dat jaar. In maart 1893 werd kond gemaakt dat de brug in gebruik was en dat er gewerkt werd aan een verbeterde toegang van Kerkhof de Liefde. Het ontwerp van de brug was afkomstig van Willem Springer, die alle bruggen op dit traject ontwierp.

## Versie 2
Deze brug hield het vol tot mei 1927. In het kader van de verbreding van het traject besteedde de gemeente de bouw aan van twee nieuwe bruggen, waaronder die van brug 167. Behalve graniet moest ook siersmeedijzer geleverd worden. Deze combinatie leidt bij bruggen in Amsterdam bijna altijd naar esthetisch architect Piet Kramer, die samen met collegae van de Dienst der Publieke Werken, bruggen ontwierp. Hij keek daarbij af bij zijn ontwerp van brug 405, die voor het ijzerwerk hetzelfde ontwerp heeft. De brug heeft vanwege Kramer een uiterlijk met afwisselend baksteen in wisselend metselverband en natuursteen. Er is tevens enig eenvoudig beeldhouwwerk aan de sluitstenen te zien. In de noordoostelijke borstwering werd later (circa 1932) een “echt” beeldhouwwerk ingepast. Frans Werner hakte een vuurspuwende draak met brandweerman uit; een verwijzing naar de brandweerkazerne.
De brug is een gemeentelijk monument.
De brug maakt deel uit van een belangrijke doorgaande oost-west route en wordt intensief door het autoverkeer en de tramlijnen 13 en 14 (sinds 22 juli 2018 tramlijn 19) gebruikt. Tot 1 september 1957 reed ook de Tramlijn Amsterdam - Zandvoort over de brug die was voorzien van drierailig spoor. In 1985 werd na spoorvernieuwing de derde rail verwijderd maar ter herinnering verscheen op de brug een klein stukje nieuwe derde rail van niet gelijke lengte, die dus niet gebruikt wordt. Tot dan bevond zich staduitwaarts vlak voor de brug bij de oude brandweerkazerne een druk bezette bushalte voor stads en streekvervoer. Bij de volgende spoorvernieuwing in 2018 werd het stukje nieuwe derde rail opnieuw aangelegd. Hierbij verscheen stadinwaarts een tramhalte op de brug. Gedurende de vernieuwing van Brug 108 werden de tramlijnen echter omgeleid en konden niet over de brug rijden.
De brug is vernoemd naar het voormalige bolwerk Rijck dat genoemd was naar een naburig dorp dat in de zeventiende eeuw bij een hevige storm in de Haarlemmermeer verdween. Op dit bolwerk werd in 1685 de stellingmolen De Victor gebouwd die er tot 1898 stond.

## Versie 3
In de periode 2022-2025 werd aan het traject dan Oranje Loper genoemd grootscheepse werkzaamheden verricht, waarbij deze brug eind 2024 een gedaantewisseling (binnen de regels van monumenten) heeft ondergaan. In 2022 werd er echter al een noodbrug neergelegd, voorzien van het kunstwerk Kreukel van Karin Colen.

## Versie 0
Brug 167 begon als een zeer kleine brug; een vaste houten brug in de Buitensingel (Singelgracht) en over de Lange Bleekersloot (latere De Clerqstraat). De brug zou uit 1853 zijn geweest. Deze brug was dus al verdwenen toen die uit 1892 werd gebouwd.

## Afbeeldingen

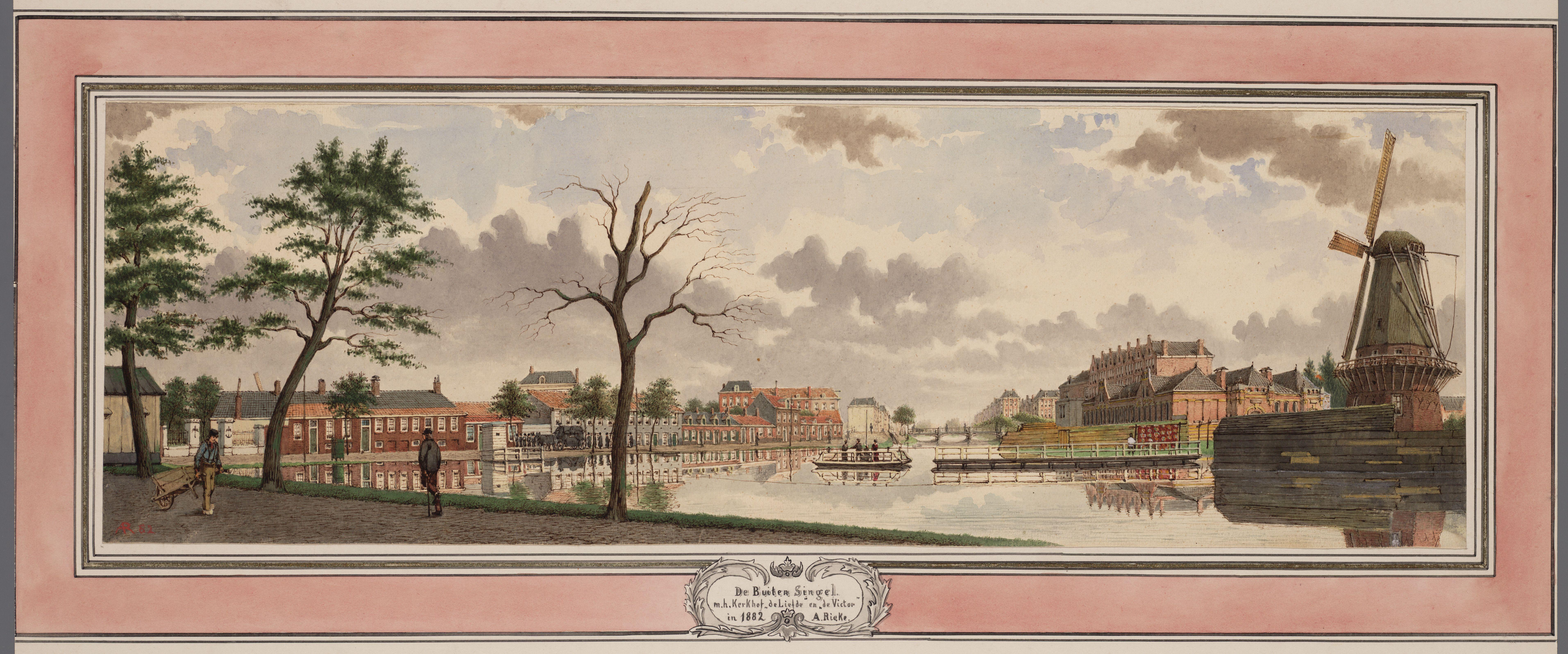
Veertje van Rieke (1882); brug in de verte is de Raampoortbrug
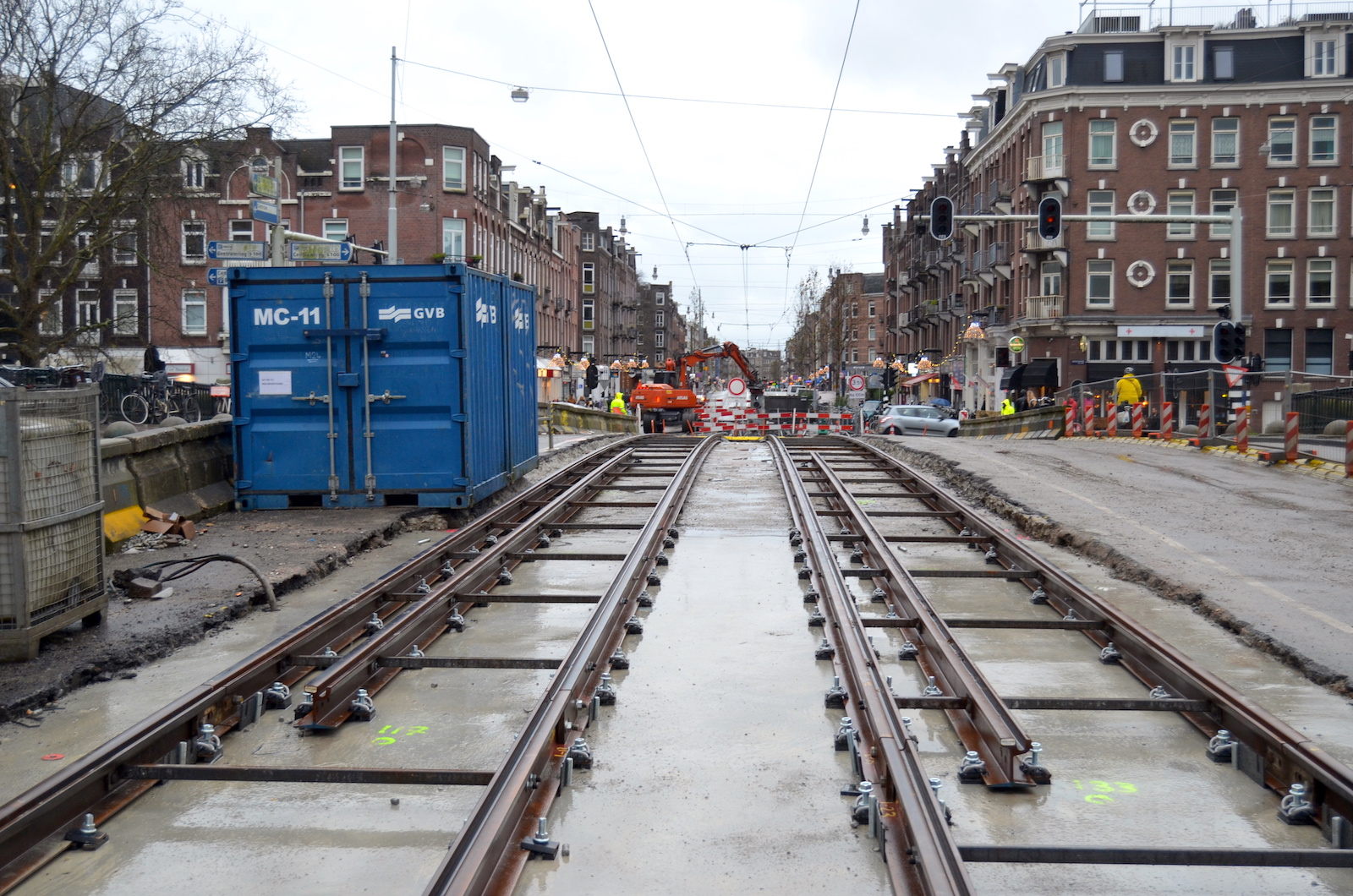
Nieuw meterspoor in aanleg
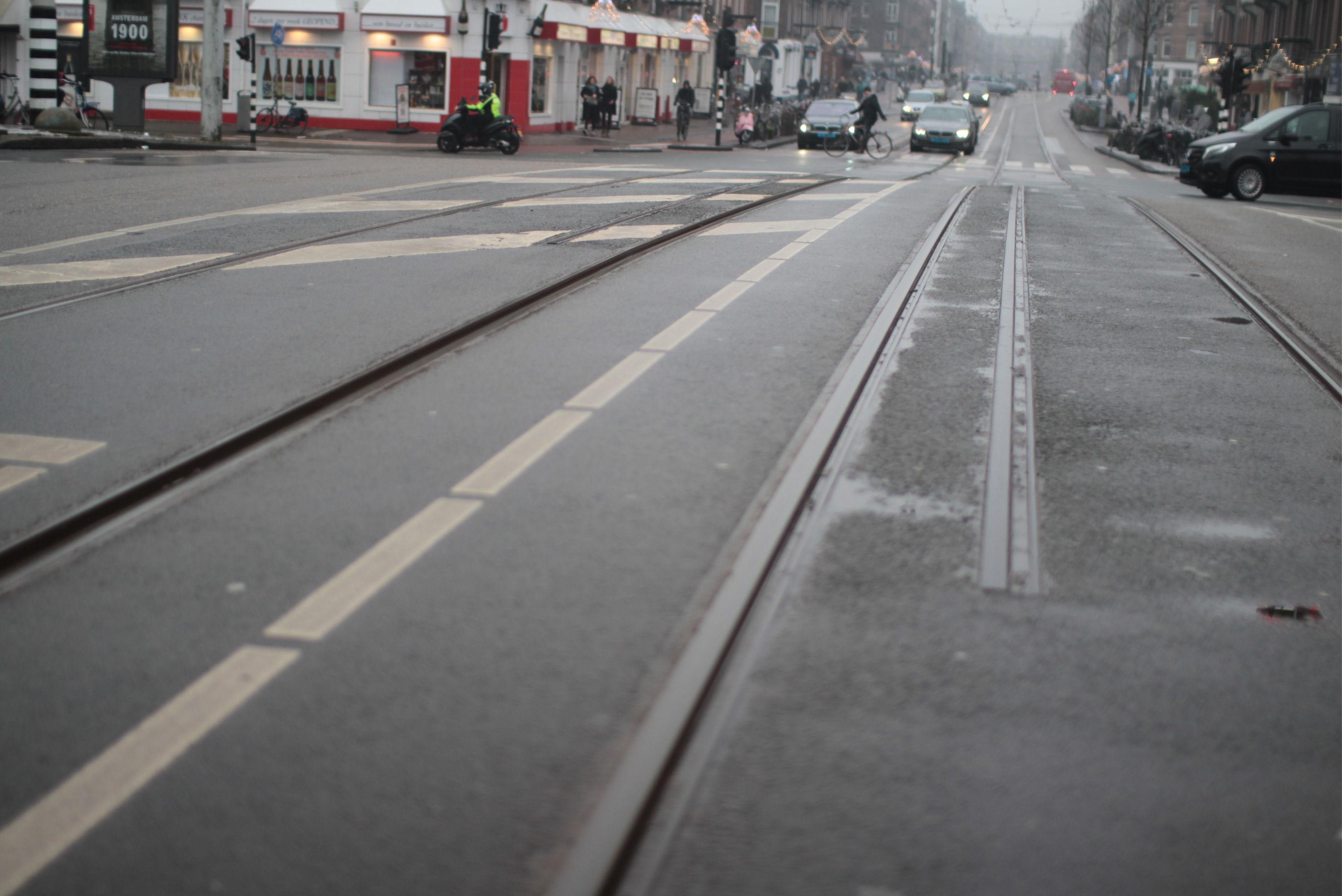
Nieuw meterspoor
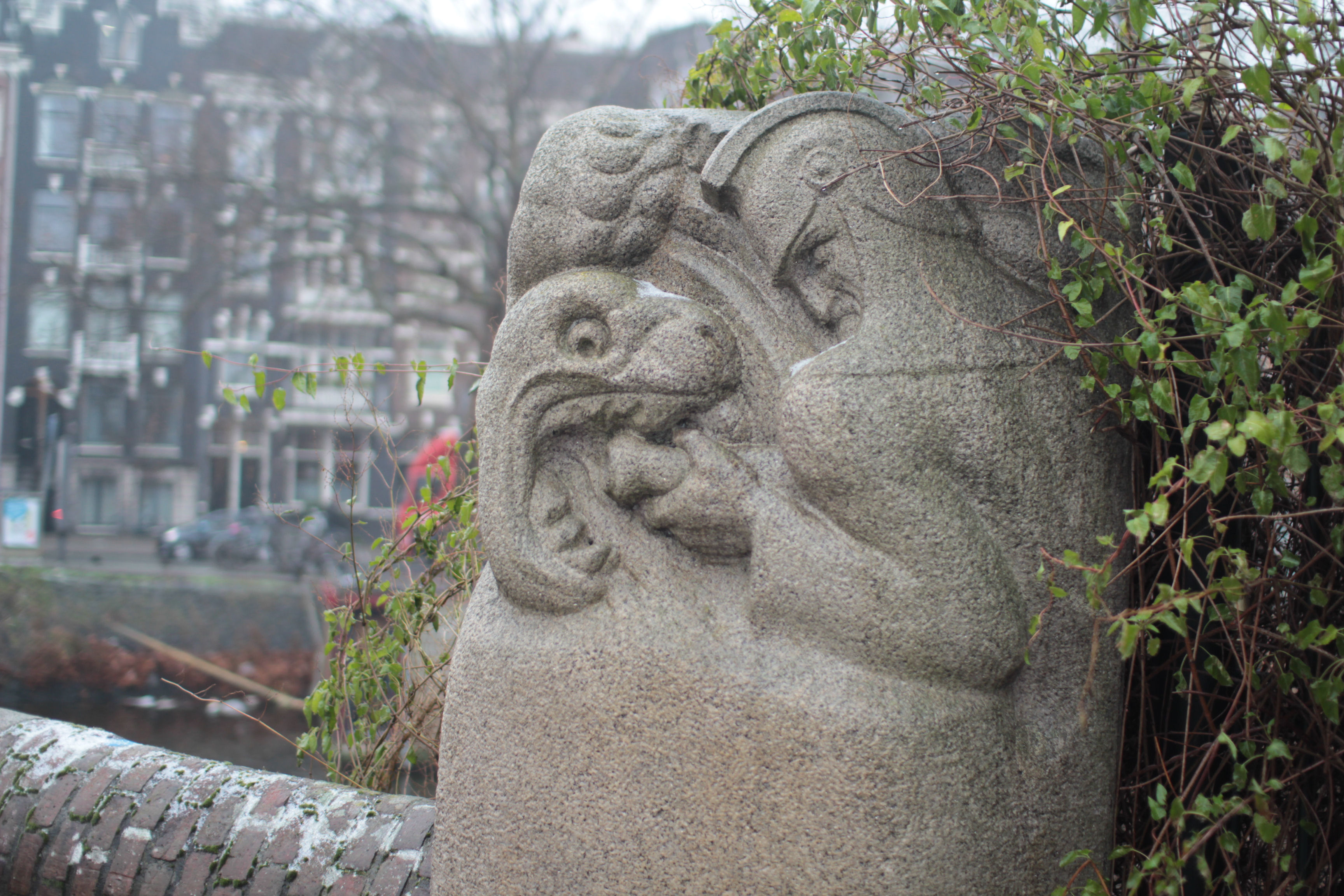
Beeldhouwwerk van Frans Werner
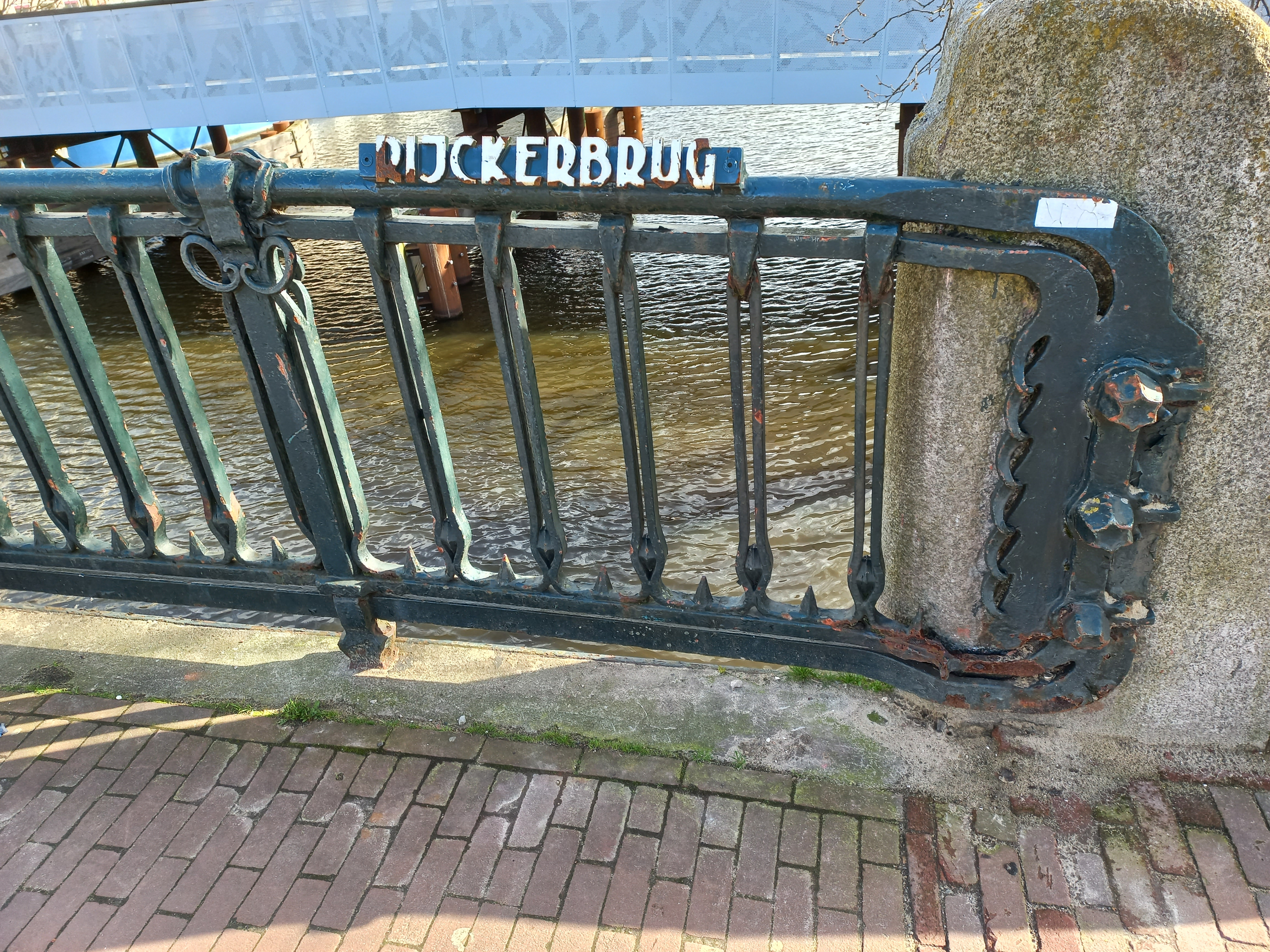
Siersmeedwerk (maart 2023)

<<< · 100 · 101 · 102 · 103 ·  105 · 106 · 107 · 108 · 109 ·  110 · 111 · 112 · 113 · 114 · 115 · 116 · 117 · 118 · 119 · 120 · 121 · 122 · 123 · 124 · 125 · 126 · 127 · 128 · 129 · 130 · 131 · 132 · 135 · 136 · 137 · 138 · 139 · 140 · 141 · 142 · 143 · 144 · 145 · 146 · 147 · 148 · 149 ·  150 · 151 · 152 · 155 · 156 · 159 · 160 · 161 · 162 · 163 · 164 · 165 · 166 · 167 · 168 · 169 ·  170 · 171 · 172 · 173 · 174 · 175 · 176 · 177 · 178 · 179 · 180 · 181 · 182 · 183 · 184 · 185 · 186 · 187 · 189 · 190 · 191 · 192 · 193 · 194 · 195 · 196 · 198 · 199 · >>>
Brugnummers 104, 133, 134, 153, 154, 157, 158, 188 en 197 zijn niet (meer) in gebruik.